# Skorpe (bagværk)
 For alternative betydninger, se Skorpe. (Se også artikler, som begynder med Skorpe)
Skorpen er den ydre, hårde belægning af brød, der beskytter den fugtige og bløde krumme mod biologiske skadedyr og mekaniske skader, forbedrer holdbarheden og har en væsentlig indflydelse på brødets smag. Med forskellige former, bageprocesser og overfladebehandlinger kan en række brød med forskellige karakteristika og forskellige skorper fremstilles af en basisdej.
Maillard-reaktionen og dannelsen af lyse og mørke dextriner er afgørende for skorpedannelsen. Disse reaktioner producerer ikke kun de brune pigmenter, men også den smag og lugt, der karakteriserer aromaen. Disse processer foretrækkes i tilfælde af surdejsbrød, da forløberne for disse processer opstår under surdejsmodningsprocessen. Der dannes også stoffer, der er toksikologisk skadelige for mennesker. Et af disse stoffer er akrylamid, som i stigende grad dannes ved en bagetemperatur på over 180 °C. Dette producerer dog også melanoidiner, som kan have antioxidant- og anti-kræfteffekter. Når man bruger bagemaskiner, er der ingen væsentlig skorpe, da dejen ikke er omgivet af varm og fugtig luft.
Når brødet afkøles, overføres nogle af smagsstofferne til krummen og tilfører den smag. Dette er især vigtigt for rent hvidt brød og rundstykker.
Bagerier bruger gelatineret kartoffelstivelse til at forsegle glatte skorper efter bagning. Dette forsegler brødskorpen (latinsk crusta panis) godt og giver den en intens glans. Det er almindelig praksis at stege kartoffelstivelsen let, før den gelatineres med kogende vand for at øge koncentrationen af lyse og mørke dextriner.
Revnerne i brødskorpen, forårsaget ved indsnit eller fletning, omtales som et brødøre.

## Sprødhed
En kvalitetsparameter ved brødskorpen er, om den er sprød og ideelt skællet. Sprødhed betragtes som en indikation af friskhed. Efter bageprocessen har brødskorpen normalt kun et vandindhold på 5-10%, medens krummen er fugtigere. På grund af fugtudligning mister skorpen sin sprødhed over tid.